# Adelmannsfelden
Adelmannsfelden là một đô thị ở huyện Ostalb thuộc bang Baden-Württemberg, Đức. Đô thị này có diện tích 22,9 km2, dân số cuối năm 2006 là 1859 người.